# Benoit Caudoux
Benoit Caudoux est un écrivain et professeur de philosophie, né en 1974, dans le Nord.

## Biographie
Agrégé et docteur en philosophie, il se consacre à l'enseignement, à l'écriture littéraire  et à la recherche en histoire de la philosophie. Sa thèse, dirigée par Colas Duflo, intitulée « Le sentiment de l'extériorité. Écriture et éthique chez Jean-Jacques Rousseau », soutenue en 2012, traite des liens entre la philosophie de Rousseau et l'écriture de soi. Identifiant l'écriture de Rousseau comme une écriture de la sensibilité, impliquant un rapport éthique au monde et aux autres, il s'attaque à ceux qui, comme Charles Taylor ou Arthur Melzer, font de Rousseau l'origine d'une culture du narcissisme. Plus généralement, ses recherches portent sur les rapports entre philosophie et littérature, éthique et esthétique (notamment du design), dans la modernité.
Il publie un premier récit, La migration des gnous, en 2004 chez Léo Scheer, qui raconte la course d'un troupeau de gnous du point de vue de l'un d'eux. Ouvert à l'interprétation mais n'en imposant aucune, on a pu y lire des métaphores diverses, principalement celle de l'écriture. Ses œuvres suivantes développent la même tonalité, à la fois sincère et ironique, par l’intermédiaire de formes fragmentaires (Géographie) ou de la variation (Sur quatorze façons d'aller dans le même café). Son écriture résiste à l'opposition entre écriture de soi et écriture du monde.
Ses ouvrages reçoivent des critiques positives. Dans Libération, Eric Loret parle d'« inspiration blanchotienne mais munie d'un nez rouge ». Dans Le Matricule des anges, Catherine Dupérou évoque « un texte fait d'abstraction et de rythme. Un nouveau genre de prose vibratile ». Pierre Hild le compare à Éric Chevillard pour son « art de l'invention cocasse et du détournement ». Tristan Garcia le situe « à égale distance de Michaux, Chevillard, Novarina et Rousseau ».

## Œuvres littéraires
- La Migration des gnous, Paris, Éditions Léo Scheer, 2004.  (ISBN 978-2915280203)
- Le Restaurant chinois, Blandain, Brandes, 2007.
- Géographie, Paris, Éditions Léo Scheer, 2008.  (ISBN 978-2756100951)
- Sur Quatorze façons d'aller dans le même café, Paris, Éditions Léo Scheer, 2010.  (ISBN 978-2756102238)
- La Vérité abstraite toute nue (avec 10 dessins d'Alexis Nivelle), Lille, fl, 2012.
- Cabanes (avec 5 dessins de Thomas Sabourin), Lille, fl, 2017.
- Drapeaux droits, Genève, Héros-Limite, 2020.  (ISBN 978-2-88955-0-36-4)
- Dehors, Revue L'Ours blanc n°40, Genève, Héros-Limite, 2023.

## Essais et articles
- « La table de Chevillard », in La Revue littéraire, no 46, mai 2010.
- « Quelle authenticité pour quelle modernité ? », in Rousseau et l’exigence d’authenticité, actes du colloque international organisé par Jean-François Perrin et Yves Citton à Grenoble en 2012.
- « Émile et Robinson », in Colas Duflo et Coralie Bournonville (dir.), Rousseau et le roman, Paris, Classiques Garnier, 2012, p. 171-205.  (ISBN 978-2812408540)
- L'Écriture et l'éthique. Rousseau et le sentiment de l'extériorité, Paris et Genève, Honoré Champion, 2015
- « La Philosophie des heureux du siècle », in Marta García-Alonso (dir.), Les Lumières radicales et le politique, Paris et Genève, Honoré Champion, 2017.
- « Mélancolie des signes. L'esthétique de la sensibilité de J.-J. Rousseau entre expression et imitation », in Alkemie n°19, Paris, Classiques Garnier, 2017.
- « Bonnes et mauvaises écritures, bons et mauvais personnages chez J.-J. Rousseau », in Tétrade n°6, Amiens, 2019.
- « "La terre non forcée par les hommes" : Rousseau et le jardin », in Jardins n°9, Le sauvage, Paris, Les pommes sauvages, 2020.
- « L'homme qui ne jouait pas de cornemuse » (sur Markus Raetz), in Travioles n°0, printemps 2021.  (ISBN 9782915543711)
- « "Une complexité modeste et secrète" : Markus Raetz, l’humilité à l’œuvre », in Tétrade n°8, Amiens, 2022.